# Joaquín Rodríguez López
Joaquín Rodríguez López (n. 1912) fue un militar español que participó en la Guerra civil.

## Biografía
Nació en Madrid en 1912. Contrajo matrimonio con Dolores Coronado Ruiz. En 1936 se afilió al Partido Comunista de España (PCE).
Tras el estallido de la Guerra civil se unió a las fuerzas republicanas. Militar procedente de milicias, llegaría a ser comandante de la 9.ª Brigada Mixta. En abril de 1938 fue nombrado comandante de la 11.ª División, con la que tuvo una destacada intervención en la batalla del Ebro, sosteniendo su unidad encarnizados combates en la sierra de Pandols. Llegó alcanzar el rango de teniente coronel. A comienzos de 1939, tras la caída de Cataluña, regresó a la zona centro-sur todavía controlada por la República. Llegó a mandar algunas fuerzas de la 10.ª División que reprimieron la sublevación de la base naval de Cartagena. A finales de marzo logró huir de España.
Se exilió en la Unión Soviética junto a su esposa y otros militares comunistas. Allí realizó estudios en la Academia Militar Frunze, de la cual sería profesor. Más adelante trabajaría como mecánico en Moscú, y también como traductor en Radio Moscú y en la editorial «Progreso». Regreso a España en 1980.